# منظمة التطوع الوطنية
منظمة التطوع الوطنية أو (الهندية: راشتريا سوايامسيفاك سانج) (آر إس إس) هي منظمة يمينية هندية وقومية هندوسية شبه عسكرية تطوعية. واعتبارًا من عام 2014 يبلغ عدد أعضائها من 5 إلى 6 مليون. 
كان الهدف الأولي هو توفير تدريب الشخصية من خلال الإنضباط الهندوسي وتوحيد المجتمع الهندوسي لتشكيل الهندوس راشترا (أمة هندوسية). تروج المنظمة لمُثُل دعم الثقافة الهندية وقيم المجتمع المدني وتنشر أيديولوجية هندوتفا، من أجل «تقوية» المجتمع الهندوسي. إستُمِد الإلهام الأولي من الجماعات اليمينية الأوروبية المُتطرفة خلال الحرب العالمية الثانية، مثِل الحزب الفاشي الإيطالي. تدريجيًا، نمت ال آر إس إس لتُصبح منظمة قومية هندوسية بارزة، وَلَدَت العديد من المنظمات التابعة التي أنشأت العديد من المدارس والجمعيات الخيرية والنوادي لنشر معُتقداتها الأيديولوجية.
تم حظر الRSS مرة أثناء الحكم البريطاني، ثم ثلاث مرات من قِبل الحكومة الهندية بعد الاستقلال، أولاً في عام 1948 عندما اغتال Nathuram Godse - (الذي إدعى أنه ترك RSS في عام 1946 بسبب الخلافات الأيديولوجية) - غاندي؛ ثم أثناء حالة الطوارئ (1975-1977)؛ وللمرة الثالثة بعد هدم مسجد بابري عام 1992.

## التأسيس

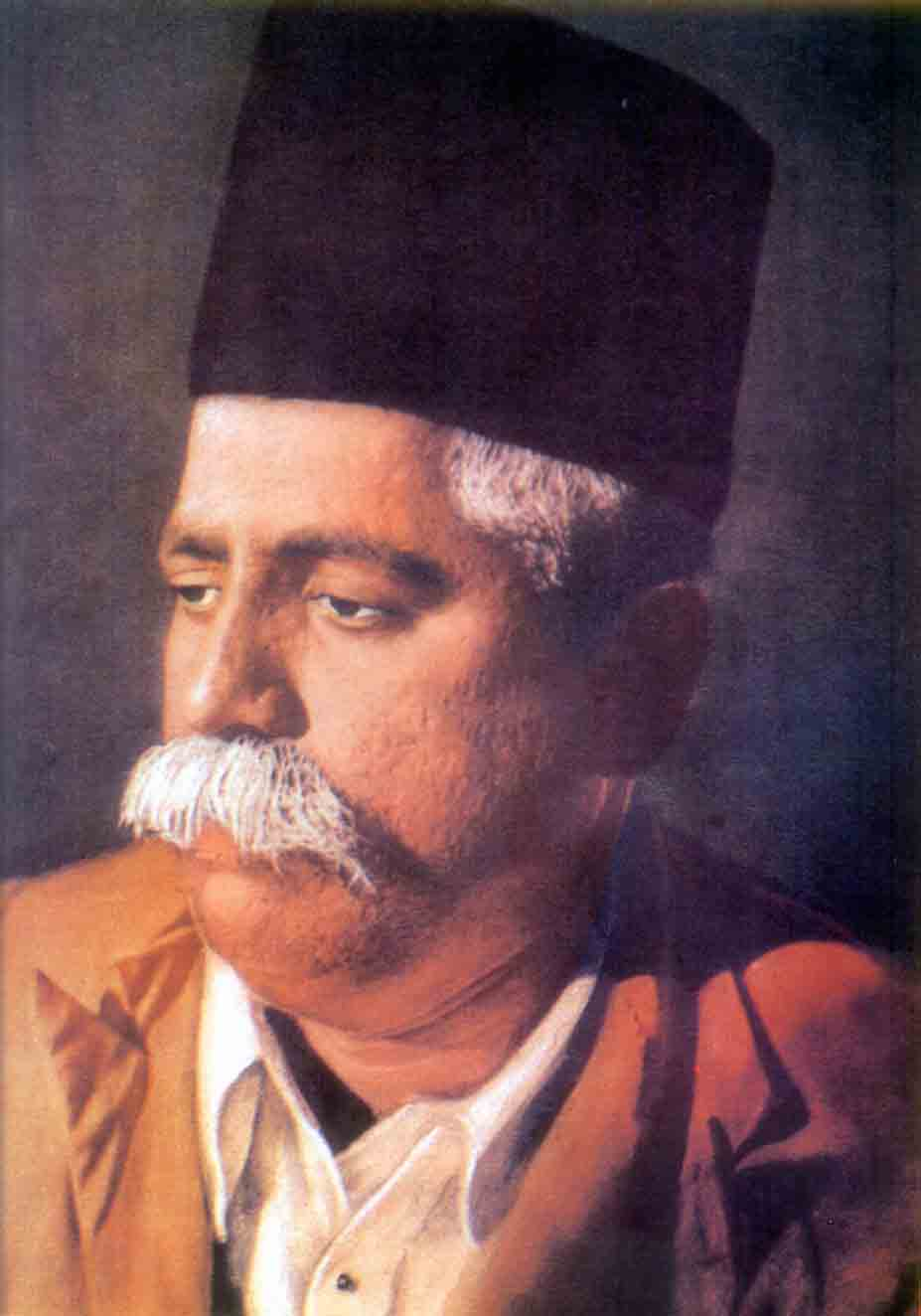
كيشاف باليرام هيدجوار

تأسست آر إس إس في عام 1925 على يد كيشاف باليرام هيدجوار وهو طبيب في مدينة ناغبور بالهند البريطانية.

## الدوافع

### أيديولوجية تيلاكايت
بعد وفاة تيلاك في عام 1920 مثل أتباع تيلاك الآخرين في ناغبور عارض هيدجوار بعض البرامج التي اعتمدها غاندي. كان موقف غاندي من حركة الخلافة الهندية المسلمة مدعاة للقلق بالنسبة إلى هيدجوار، وكذلك حقيقة أن «حماية البقر» لم تكن مدرجة على جدول أعمال المؤتمر الوطني الهندي. أدى هذا به إلى الانفصال عن غاندي. في عام 1921، ألقى هيدجوارسلسلة من المحاضرات في ولاية ماهاراشترا بشعارات مثل «الحرية في غضون عام» و «المقاطعة». خالف القانون عمداً حيث سُجن لمدة عام. بعد إطلاق سراحه في عام 1922، كان هيدجوار محبطًا بسبب عدم التنظيم بين متطوعي المؤتمر الوطني الهندي من أجل نضال الاستقلال. بدون التعبئة والتنظيم المناسبين شعر أن الشباب الوطني الهندي لا يمكن أن يحصلوا على الاستقلال للبلاد. في وقت لاحق شعر بالحاجة إلى إنشاء منظمة مستقلة تقوم على تقاليد البلد وتاريخه. 

### العلاقات الهندوسية الإسلامية
شهد عقد العشرينيات من القرن العشرين تدهورا كبيرا في العلاقات بين الهندوس والمسلمين. تم تعبئة الجماهير المسلمة من قبل حركة الخلافة مطالبين بإعادة الخلافة في تركيا وقام غاندي بتحالف معها لإجراء حركة عدم التعاون الخاصة به. كان غاندي يهدف إلى خلق وحدة هندوسية مسلمة في تشكيل التحالف. عندما ألغى غاندي حركة عدم التعاون بسبب اندلاع العنف اختلف المسلمون مع استراتيجيته. بمجرد فشل الحركات حول المسلمون المعبئون غضبهم تجاه الهندوس. كانت أول حادثة عنف ديني هي تمرد مليبار في أغسطس 1921 وقد روى على نطاق واسع أن التمرد انتهى بعنف واسع النطاق ضد الهندوس في مليبار. تبعت دورة من العنف الطائفي في جميع أنحاء الهند لعدة سنوات.  في عام 1923، كانت هناك أعمال شغب في ناغبور أطلق عليها هيدجوار «أعمال شغب مسلمة»، حيث شعر الهندوس بأنهم «غير منظمين ومذعورين تمامًا». تركت هذه الحوادث اثراً كبيرًا على هيدجوار وأقنعته بالحاجة إلى تنظيم المجتمع الهندوسي.  

### الوصم والمضاهاة
يشير كريستوف جافريلوت إلى موضوع «الوصم والمحاكاة» في إيديولوجية آر إس إسإلى جانب الحركات القومية الهندوسية الأخرى مثل آريا ساماج والهندوس ماهاسبها. كان يُنظر إلى المسلمين والمسيحيين والبريطانيين على أنهم «أجسام غريبة» مزروعة في الأمة الهندوسية وكانوا قادرين على استغلال الانقسام وغياب البسالة بين الهندوس لإخضاعهم. يكمن الحل في محاكاة خصائص هؤلاء «الآخرين المهددين» الذين اعتبروا أنهم يمنحونهم القوة مثل التنظيم شبه العسكري والتأكيد على الوحدة والقومية. قام القوميون الهندوس بدمج هذه الجوانب المحاكاة مع اقتراض انتقائي للتقاليد من الماضي الهندوسي لتحقيق توليف فريد من نوعه بين الهندين والهندوس. 

### العلاقة مع اليهود
قبل الحرب العالمية الثانية، أعجب قادة المُنظمة بأدولف هتلر وبينيتو موسوليني. يُزعم أن جولوالكار إستوحى أفكاره من أيديولوجية أدولف هتلر عن النقاء العرقي. لكن موقف المُنظمة تغير خلال الحرب. دعمت المنظمة بشدة المجهود الحربي البريطاني ضد هتلر ودول المحور.
هذا التعاطف قبل الحرب لا يعني أي كراهية تجاه اليهود. كان قادة المنظمة يدعمون تشكيل دولة إسرائيل اليهودية. كان غولوالكار مُعجبًا باليهود لحفاظهم على «دينهم وثقافتهم ولغتهم».

### تقسيم الهند
أثر تقسيم الهند على ملايين السيخ والهندوس والمسلمين الذين حاولوا الهروب من أعمال العنف والمذابح التي أعقبت ذلك. أثناء التقسيم، ساعدت المنظمة اللاجئين الهندوس على الفرار من غرب البُنجاب. لعب نشطاءها أيضًا دورًا نشطًا في أعمال العنف الطائفي أثناء أعمال الشغب الهندوسية الإسلامية في شمال الهند، على الرغم من أن هذا لم يتم إقراره رسميًا من قبل القيادة. بالنسبة لنشطاء المنظمة، كان التقسيم نتيجة للين خاطئ تجاه المسلمين، الأمر الذي أكد فقط الضعف الأخلاقي الطبيعي وإمكانية الفساد لدى السياسيين. ألقت المنظمة باللوم على غاندي ونهرو وباتيل بسبب «سذاجتهم التي أدت إلى التقسيم»، وحملتهم مسؤولية القتل الجماعي وتشريد ملايين الأشخاص.

### الموقف من المنظمة
كان أول رئيس وزراء للهند جواهر لال نهرو يقظًا تجاه خدمة المنظمة منذ أن تولى المسؤولية. عندما كتب غولوالكار إلى نهرو يطلب رفع الحظر عن المنظمة بعد إغتيال غاندي، أجاب نهرو أن الحكومة لديها دليل على أن أنشطة المنظمة كانت «مُعادية للقومية» بحكم كونها «شيوعية». في رسالته إلى رؤساء حكومات المقاطعات في ديسمبر 1947، كتب نهرو أن «لدينا قدرًا كبيرًا من الأدلة لإثبات أن منظمة التطوع الوطنية هي منظمة في طبيعة جيش خاص وهي تسير بالتأكيد وفقًا للخطوط النازية الأكثر صرامة، حتى باتباع تقنيات التنظيم».

## هيكل المنظمة
لا يوجد لدى المنظمة أي عضوية رسمية. وبحسب الموقع الرسمي، يمكن للرجال والفتيان أن يصبحوا أعضاء من خلال الانضمام إلى أقرب مركز لها. على الرغم من أن المنظمة تدعي عدم الاحتفاظ بسجلات العضوية، فمن المقدر أنها تضم 2.5 إلى 6.0 مليون عضو في عام 2001.

## الهدف
يصف جولوالكار مهمة المُنظمة بأنها: إعادة تنشيط لنظام القيم الهندي القائم على العالمية والسلام والإزدهار للجميع. تعَتبر أحد الأفكار الأساسية أن النظرة العالمية القائلة بأن العالم كله عائلة واحدة، والتي طرحها المفكرون القُدامى في الهند، واحدة من أيديولوجيات المنظمة.
لكن التركيز الفوري، كما يعتقد القادة، هو على النهضة الهندوسية، التي من شأنها أن تبَني مجتمعًا قائمًا على المساواة وهندًا قويًا يمكن أن يطرح هذه الفلسفة. ومن ثم، فإن التركيز ينصب على الإصلاح الاجتماعي، والنهوض الاقتصادي للمضطهدين، وحماية التنوع الثقافي للسكان الأصليين في الهند. تقول المنظمة إنها تطمح إلى توحيد جميع الهندوس وبناء الهند القوية التي يمكن أن تُسهم في رفاهية العالم. على حد تعبير مُنَظري المنظة والرئيس الثاني لـ RSS ، Golwalkar ، «لكي نتمكن من المساهمة بمعرفتنا الفريدة للبشرية، لكي نتمكن من العيش والسعي من أجل وحدة العالم ورفاهيته، فإننا نقف أمام العالم كدولة واثقة من نفسها وقوية».

### الموقف من الأقليات في الهند
عندما يتعلق الأمر بالأديان غير الهندوسية، فإن وجهة نظر غولوالكار (التي دعمت في السابق إنشاء هتلر للعرق الأسمي عن طريق قمع الأقليات) بشأن الأقليات كانت وجهة نظر عدم التسامح الشديد. في مقال بمجلة 1998، قيل أن بعض أعضاء RSS و BJP قد نأوا بأنفسهم عن آراء Golwalkar ، ولكن ليس بالكامل.
يجب على الأشخاص غير الهندوس في هندوستان إما أن يتبنوا الثقافة واللغات الهندوسية، ويجب أن يتعلموا ويحترموا الدين الهندوسي ويحترموه، ويجب ألا يفكروا في أي فكرة سوى تمجيد العرق والثقافة الهندوسية... أي يجب عليهم الكف عن كونهم أجانب؛ أو قد يبقوا في البلد، خاضعين بالكامل للأمة الهندوسية، ولا يُطالبوا بأي شيء، ولا يستحقوا أي إمتيازات، ناهيك عن أي معاملة تفضيلية - ولا حتى حقوق المواطنين.

-- غولوالكار